# Дамян (община Радовиш)
Вижте пояснителната страница за други значения на Дамян.
Дамян (на македонска литературна норма: Дамјан) е село в източната част на Северна Македония, община Радовиш.

## География
Селото е разположено в планината Смърдеш.

## История
В XIX век Дамян е турско село в Щипска кааза на Османската империя. Според статистиката на Васил Кънчов („Македония. Етнография и статистика“) от 1900 година Дамян има 600 жители, всички турци.
След Междусъюзническата война в 1913 година селото попада в Сърбия.
Според Димитър Гаджанов в 1916 година в Дамян живеят 349 турци.